# Княжество Фюрстенберг
Княжество Фюрстенберг (на немски: Fürstentum Fürstenberg) е територия на Свещената Римска империя в Швабия, в южен Баден-Вюртемберг, Германия, с площ ок. 2000 km² и 79 000 жители (1770 г.).

## Управление
През 1664 г. граф Херман Егон фон Фюрстенберг-Хайлигенберг е издигнат на имперски княз.
От 1664 до 1806 г. князете на Княжество Фюрстенберг са от династията Дом Фюрстенберг. От 1664 до 1716 г. резиденцията е в Хайлигенберг. От 1716 до 1744 г. съществуват княжествата Фюрстенберг-Щюлинген и Фюрстенберг-Мескирх.
От 1716 до 1723 г. резиденциите на двете частични княжества са в Щюлинген и Мескирх. През 1723 г. княз Йозеф Вилхелм мести резиденцията си от Щюлинген в дворец Донауешинген, който от 1723 г. до днес е главната резиденция на фамилията. След измирането на линията Фюрстенберг-Мескирх през 1744 г. княз Йозеф Вилхелм цу Фюрстенберг-Щюлинген обединява всичките швабски собствености на цялата фамилия Фюрстенберг.